# Caldes de Montbui
Caldes de Montbui è un comune spagnolo di 16 000 abitanti situato nella comunità autonoma della Catalogna, a poco più di 25 km da Barcellona. Ha il privilegio di essere la prima città termale della Catalogna e ha le terme romane meglio conservate della penisola iberica. Questo primato è completato da altre attrazioni che fanno della città una località termale, culturale, dotata di strutture sportive e in un contesto naturale. Ha una buona posizione, un clima mite e acque termali a 74 °C, una delle più alte temperature in Europa.
Per quanto riguarda l'economia, l'agricoltura vede diminuire la sua importanza (anche se l'orticoltura è ancora importante) a favore di un aumento nell'industria e nel settore dei servizi. Il turismo svolge un ruolo importante grazie alle terme.
Riguardo alla gastronomia, ricca e varia, sono tipici i carquinyolis (dolce a base di mandorle, farina e zucchero) e la salsiccia (llonganissa).
La città di Caldes è gemellata con la città tedesca di Taunusstein.

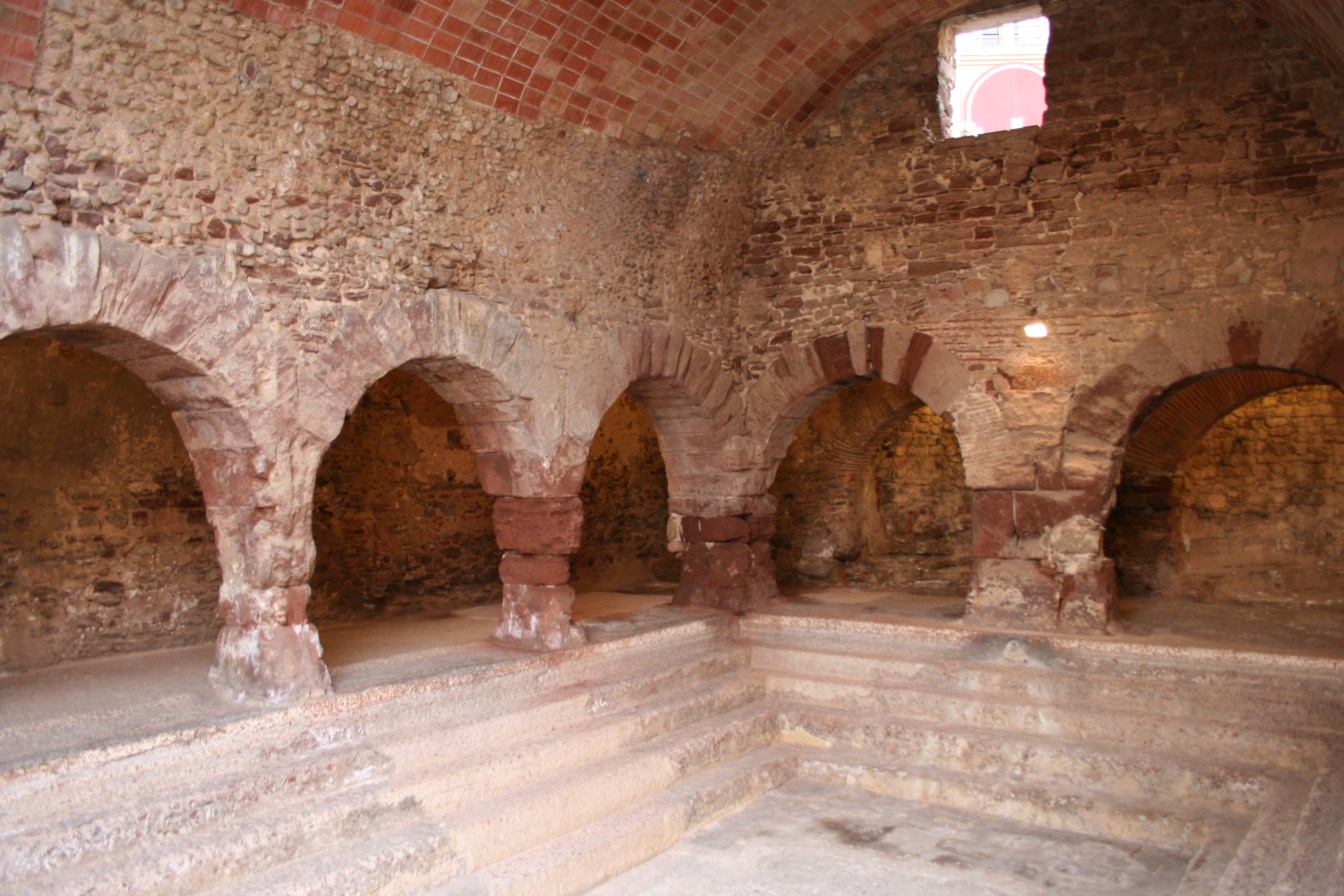
Le terme romane di Caldes de Montbui